# ノクターナル・アニマルズ
『ノクターナル・アニマルズ』（Nocturnal Animals）は、2016年のアメリカ合衆国のドラマ・スリラー映画。監督・脚本はトム・フォード、出演はエイミー・アダムス、ジェイク・ジレンホール、マイケル・シャノン、アーロン・テイラー＝ジョンソン、アイラ・フィッシャー、アーミー・ハマー、ローラ・リニーなど。オースティン・ライトの1993年の小説『ミステリ原稿』を原作としている。日本でのソフト発売の際のタイトルは『ノクターナル・アニマルズ/夜の獣たち』。主要撮影は2015年10月5日よりカリフォルニア州ロサンゼルスで行われた。
第73回ヴェネツィア国際映画祭ではコンペティション部門で金獅子賞を争い、審査員大賞を獲得した。2016年11月18日にフォーカス・フィーチャーズの配給により米国で封切られた。

## あらすじ
アートギャラリーのオーナーであるスーザンは、夫のハットンと共に裕福に暮らすが、夫婦の間に距離が生まれ、心は満たされていない。そんな彼女の元に、永らく音信のなかった元夫のエドワードから小包が届き、彼の書いた小説『ノクターナル・アニマルズ』の校正刷りと「感想が欲しい」旨の手紙が添えられていた。〔以下、現在、小説の映像化、過去の回想を交差させて展開する。〕
【小説】トニーが妻ローラと娘インディアを乗せて夜のハイウェイを走っていると、2台の車から執拗な嫌がらせを受け、三人の男たちがトニーを殴り倒して妻と娘を車に押し込んで連れ去る。荒野に置き去りにされたトニーが駆け付けたボビー警部補と共に事件の足取りを辿ると、ごみ処理場で妻と娘の全裸遺体を見つける。別の強盗事件で妻娘殺害に関与した一味のルーが逮捕され、続いて主犯のレイが逮捕されるが、警察の追及にも二人はしらを切る。逮捕された二人は証拠不十分で釈放されるが、肺がんで余命短いボビーはトニーと共に、ケリを付けようと二人を小屋に閉じ込め自白を迫り、逃げるルーをボビーが、レイをトニーが射殺する。しかしレイの反撃で目をやられたトニーは、落とした銃に誤って倒れ、自爆して死んでしまう。
【過去】スーザンは元夫エドワードとの思い出を回想する。学生時代のスーザンは、兄の友人として幼馴染だったエドワードとニューヨークで偶然再会し、交際へと発展する。やがて二人が望んだ結婚をスーザンの母は、作家志望のエドワードに経済力や将来性は見込めないと猛反対するが、それを乗り越え二人は結婚した。その後、エドワードの小説を読んだスーザンは、私小説から抜けられない彼の精神的な弱さを指摘するが、アドバイスすれば口論になり、次第に二人はすれ違っていく。そしてスーザンは、経済力も将来性もあるハットンに出会って惹かれ、エドワードの元を去った。
【現在】スーザンはエドワードに、小説を称賛し会いたい旨のメールを送る。会う約束の日、スーザンはドレスアップして化粧は地味にして、何かを期待するかのように高級レストランで一人待つが、閉店が迫って客がはけても待ち人は現れなかった。

## キャスト
※括弧内は日本語吹替

### 現実世界
- スーザン・モロー - エイミー・アダムス（中村千絵）
- エドワード・シェフィールド - ジェイク・ジレンホール（加瀬康之）
- ハットン・モロー - アーミー・ハマー（井上悟）
- アン・サットン - ローラ・リニー
- アレシア - アンドレア・ライズボロー（有川知江）
- カルロス - マイケル・シーン（山本満太）
- セイジ・ロス - ジェナ・マローン
- サマンサ・ヴァン・ヘルシング - クリスティン・バウアー・ヴァン・ストラテン（英語版）

### 小説「夜の獣たち」
- トニー・ヘイスティングス - ジェイク・ジレンホール（加瀬康之）
- ボビー・アンディーズ警部補 - マイケル・シャノン（宮内敦士）
- レイ・マーカス - アーロン・テイラー＝ジョンソン（落合弘治）
- ローラ・ヘイスティングス - アイラ・フィッシャー（平野夏那子）
- インディア・ヘイスティングス - エリー・バンバー（英語版）（種市桃子）
- ルー - カール・グルスマン
- ターク / スティーヴ・アダムズ - ロバート・アラマヨ（英語版）

## 製作
2015年3月24日、スモーク・ハウス・ピクチャーズのパートナーのジョージ・クルーニーとグラント・ヘスロヴがオースティン・ライトの1993年の小説『ミステリ原稿』を基にしたスリラー『Nocturnal Animals』を製作予定であることは発表された。監督にはトム・フォードが就任し、脚本も自身で手掛けた。翌日、ジェイク・ジレンホールが主人公のトニー役に決まり、またエイミー・アダムスが女性主人公のスーザン役で交渉中であり、さらに別の役でホアキン・フェニックスとアーロン・テイラー＝ジョンソンが候補に挙がっていることが報じられた。2015年5月17日にフォーカス・フィーチャーズが米国での配給権、ユニバーサル・スタジオが国際配給権を獲得した。フォーカスは2000万ドルの契約金を支払ったが、これは第68回カンヌ国際映画祭では最高額であった。2015年8月6日、テイラー＝ジョンソンはジレンホールのキャラクターの家族に脅威を与える謎の人物役を務めることが明かされ、さらにマイケル・シャノンが暴力事件を調査する刑事役でキャストに加わった。2015年8月28日、アーミー・ハマーがアダムスのキャラクターの夫のウィーカー・モロー役で加わった。2015年9月9日、トニーの妻のローラ・ヘイスティングス役でアイラ・フィッシャーが加わった。2015年9月18日、エリー・バンバーがトニーの娘役でキャストに加わった。2015年9月30日、ロバート・アラマヨがさらに加わった。2015年10月5日、カール・グルスマンが出演契約を交わしたことが報じられた。2015年10月8日、ピーター・ニョンゴがキャストに加わった。
2015年10月5日、主要撮影がカリフォルニア州ロサンゼルスで始まった。撮影は2015年12月5日に完了した。

## 公開
『Nocturnal Animals』のワールド・プレミアは2016年9月2日に第73回ヴェネツィア国際映画祭で行われた。また2016年9月9日に第41回トロント国際映画祭、10月14日にロンドン映画祭でも上映された。
北米では2016年11月18日より劇場公開が始まった。
日本では北米公開から約一年が経過した2017年11月3日に公開される。

## 作品の評価
第73回ヴェネツィア国際映画祭での上映の際の批評家の反応は概ね良く、アダムス、ギレンホール、シャノン、テイラー＝ジョンソン、シーンの演技が賞賛された。Rotten Tomatoesでは30件の批評家レビューで支持率は80%、平均点は7.3/10となっている。またMetacriticでは14件の批評家レビューで加重平均値は75/100となっている。

### 受賞とノミネート
| 受賞歴                 | 受賞歴        | 受賞歴     | 受賞歴         | 受賞歴 |
| 賞                     | 授賞式        | 部門       | 候補           | 結果   |
| ---------------------- | ------------- | ---------- | -------------- | ------ |
| ヴェネツィア国際映画祭 | 2016年9月10日 | 審査員大賞 | トム・フォード | 受賞   |